# Rhyncomya botswanae
Rhyncomya botswanae är en tvåvingeart som beskrevs av Zumpt 1974. Rhyncomya botswanae ingår i släktet Rhyncomya och familjen Rhiniidae.
Artens utbredningsområde är Botswana. Inga underarter finns listade i Catalogue of Life.